# Vitaly Borisovich Voloshinov
Vitaly Borisovich Voloshinov (tiếng Nga: Виталий Борисович Волошинов, chuyển tự: Vitaly Borisovich Voloshinov, sinh ngày 20.03.1947 tại Berlin, Đức – mất ngày 28.09.2019 tại Moskva, LB Nga) là một nhà vật lý Nga và Xô Viết, một nhà khoa học trong lĩnh vực quang âm, giáo sư danh dự của Đại học Moscow.

## Tiểu sử
- Vitaly Borisovich tốt nghiệp trường chuyên ngành tiếng Anh số 1 tại Sokolniki và trường âm nhạc số 1 có tên. S. S. Prokofiev năm 1965.
- Năm 1971, ông tốt nghiệp khoa Vật lý của Đại học quốc gia Moscow M. V. Lomonosov loại xuất sắc và một giải thưởng cho luận văn xuất sắc nhất.
- Năm 1971 – 1973, ông làm kỹ sư và kỹ sư nghiên cứu cao cấp tại Viện nghiên cứu khoa học về dụng cụ kỹ thuật vũ trụ.
- Năm 1977, sau khi hoàn thành các nghiên cứu sau đại học, ông đã bảo vệ luận án của mình về đề tài "Điều khiển chùm sáng bằng nhiễu xạ Bragg trong môi trường dị hướng quang học", chuyên ngành số 01.04.03 – vật lý vô tuyến và điện tử lượng tử.
- Từ năm 1976 – nhà nghiên cứu tại Khoa Vật lý của Đại học Quốc gia Moscow.
- Từ năm 1992 – Phó giáo sư tại Khoa Vật lý của Đại học Quốc gia Moscow.
- Hướng dẫn thành công 15 tiến sĩ khoa học.
- Một người tham gia dự án đoàn chuyên gia về khoa học tự nhiên, có 1683 trích dẫn các tác phẩm của ông kể từ năm 1976[2].
- Ông qua đời đột ngột vào ngày 28 tháng 9 năm 2019 tại Moscow.
- Ông được chôn cất tại nghĩa trang Mitinsky ở Moscow.

## Nghiên cứu khoa học
Giám sát khoa học của các dự án và tài trợ nghiên cứu trong nước và quốc tế.
Năm 1989 ông đã chế tạo ra một bộ lọc quang âm có khẩu độ rộng (lên đến 52°) có thể điều chỉnh được đã được tạo ra để xử lý hình ảnh trong các phạm vi hồng ngoại có thể nhìn thấy, cự li gần và giữa IR.
Đầu những năm 1990 V.B. Voloshinov là người đầu tiên đề xuất bộ lọc quang âm bán kính dựa trên tinh thể paratellurite, giúp mở rộng đáng kể khả năng và phạm vi ứng dụng của các thiết bị quang âm.
Đầu những năm 2000, V. B. Voloshinov cùng với N. V. Polikarpova phát hiện bằng thực nghiệm bằng phương pháp quang âm, sự phản xạ ngược của sóng âm tại giao diện giữa hai môi trường. Kể từ thời điểm đó, dưới sự lãnh đạo của ông, một nghiên cứu có hệ thống về hiện tượng bất thường này đã bắt đầu.

## Hoạt động dạy học
Tại Khoa Vật lý trị liệu, ông đã giảng bài và các khóa học đặc biệt, thực hiện một khóa đào tạo thể chất:
- Truyền thông quang
- Nền tảng vật lý của quang điện và âm học
- Tương tác quang âm trong môi trường dị hướng
- Các vấn đề hiện đại của âm học
- Hội thảo về vật lý dao động.

### Ấn phẩm
Xuất bản 335 bài báo trên các tạp chí hàng đầu ở Nga và ngoài nước.
Ứng dụng Quang học, Kỹ thuật quang học, Tạp chí Quang học A: Quang học thuần túy và ứng dụng, Quang học & Công nghệ Laser, Chữ quang học, Acta Physica Polonica, Điện tử lượng tử, Vật lý hiện tượng sóng, Kỹ thuật vô tuyến và Điện tử, Tạp chí của Đại học Moscow.
3 cuốn sách, 139 báo cáo tại các hội thảo, 222 tóm tắt, 9 bằng sáng chế, 2 lần là thành viên trong ban biên tập tạp chí, 6 lần là thành viên trong ủy ban hội nghị quốc tế, 15 luận văn, 59 luận án, 21 khóa đào tạo, 1 lần xuất hiện trên truyền thông.
- Voloshinov, V. B. (1992). “Close to collinear acousto-optical interaction in paratellurite”. Optical Engineering. 31 (10): 2089–2094. Bibcode:1992OptEn..31.2089V. doi:10.1117/12.58877.
- Voloshinov, V. B.; Polikarpova, N. V.; Ivanova, Polina; Khorkin, V. S. (2018). “Acousto-optic control of internal acoustic reflection in tellurium dioxide crystal in case of strong elastic energy walkoff [Invited]”. Applied Optics. 57 (10): C19–C25. Bibcode:2018ApOpt..57C..19V. doi:10.1364/ao.57.000c19. PMID 29714268.